# سیکلوهپتادی‌ان
سیکلوهپتادی‌ان ممکن است به یکی از موارد زیر اشاره داشته باشد:
- ۱،۳-سیکلوهپتادین
- ۱،۴-سیکلوهپتادین